# Ørmen
Ørmen è un villaggio situato nel territorio di pertinenza del comune di Fredrikstad, nella contea di Østfold in Norvegia. In loco era presente una stazione ferroviaria della linea Østfoldbanen, aperta nel 1914 ma ormai in disuso da tempo. Prima del 1994, Ørmen faceva parte della contea di Onsøy.
Il villaggio è menzionato nella canzone Blackstar di David Bowie.